# Atropha luteoclypeata
Atropha luteoclypeata är en stekelart som beskrevs av Pierre L. G. Benoit 1955. Atropha luteoclypeata ingår i släktet Atropha och familjen brokparasitsteklar. Inga underarter finns listade.